# Логан (Айова)
Логан (англ. Logan) — місто (англ. city) в США, в окрузі Гаррісон штату Айова. Населення — 1397 осіб (2020).

## Географія
Логан розташований за координатами 41°38′43″ пн. ш. 95°47′30″ зх. д. / 41.64528° пн. ш. 95.79167° зх. д. (41.645140, -95.791648).  За даними Бюро перепису населення США в 2010 році місто мало площу 2,60 км², уся площа — суходіл.

## Демографія
Згідно з переписом 2010 року, у місті мешкали 1534 особи в 595 домогосподарствах у складі 397 родин. Густота населення становила 590 осіб/км².  Було 649 помешкань (250/км²).
Расовий склад населення:
| - 98,6 % — білих - 0,4 % — азіатів - 0,1 % — корінних американців - 0,1 % — чорних або афроамериканців |

До двох чи більше рас належало 0,8 %. Частка іспаномовних становила 0,8 % від усіх жителів.
За віковим діапазоном населення розподілялося таким чином: 26,9 % — особи молодші 18 років, 56,4 % — особи у віці 18—64 років, 16,7 % — особи у віці 65 років та старші. Медіана віку мешканця становила 38,5 року. На 100 осіб жіночої статі у місті припадало 94,9 чоловіків;  на 100 жінок у віці від 18 років та старших — 93,4 чоловіків також старших 18 років.
Середній дохід на одне домашнє господарство  становив 62 293 долари США (медіана — 58 125), а середній дохід на одну сім'ю — 71 308 доларів (медіана — 68 000). Медіана доходів становила 43 047 доларів для чоловіків та 38 964 долари для жінок. За межею бідності перебувало 10,2 % осіб, у тому числі 9,0 % дітей у віці до 18 років та 8,8 % осіб у віці 65 років та старших.
Цивільне працевлаштоване населення становило 847 осіб. Основні галузі зайнятості: освіта, охорона здоров'я та соціальна допомога — 26,8 %, будівництво — 14,6 %, фінанси, страхування та нерухомість — 8,6 %, виробництво — 7,9 %.